# トマス・モウブレー (初代ノーフォーク公)

初代ノーフォーク公トマスの紋章

初代ノーフォーク公トマス・モウブレー（Thomas Mowbray, 1st Duke of Norfolk, KG, 1366年3月22日 - 1399年9月22日）は、14世紀イングランドの貴族である。第4代モウブレー男爵ジョン・モウブレーとエリザベス・セグレイヴの次男。ノーフォーク女公マーガレット（ノーフォーク伯トマス・オブ・ブラザートンの娘）の外孫。初代ノッティンガム伯ジョン・モウブレーの弟。薔薇戦争末期にノーフォーク公を叙爵されたジョン・ハワードは外孫。

## 生涯
1379年に兄のジョンが急死したのでモウブレー男爵とノッティンガム伯を継承した（実際の継承時期は1383年）。1383年にガーター勲章を受勲され軍務伯にも任命されたが、リチャード2世の専制に不満であり、1387年にリチャード2世の叔父グロスター公トマス・オブ・ウッドストックと舅のアランデル伯リチャード・フィッツアラン、ウォリック伯トマス・ド・ビーチャム、リチャード2世の従弟のヘンリー・ボリングブルックと組んで訴追派貴族に加わり国王の寵臣を弾劾、1388年の非情議会で寵臣達を追放した。
しかし、その後はリチャード2世に重用され、1391年にカレー総督に任命され、1397年にノーフォーク公を叙爵されボリングブルックと共に国王側へ鞍替えした（存命の祖母マーガレットはノーフォーク公爵夫人と呼ばれた）。同年にリチャード2世の反撃でグロスター公らが反逆罪で逮捕され、舅が処刑されウォリック伯も終身刑にされる中処罰から免れたばかりか、カレーに拘留されたグロスター公を死ぬまで監視した。
ところが、1398年にボリングブルックに反逆罪で訴えられ、口論の末に決闘寸前になった所で、リチャード2世の介入が入り2人共国外へ追放されてしまった。翌1399年7月にボリングブルックは挙兵してリチャード2世を廃位に追い込み、ヘンリー4世として即位したが、トマスは同年9月にヴェネツィアでペストに罹り客死した。エルサレムへ巡礼に赴く途上だったという。
ノーフォーク公爵は消滅、長男のトマスにノーフォーク伯、ノッティンガム伯とモウブレー男爵が継承されたが、1405年にノーサンバランド伯ヘンリー・パーシーやヨーク大司教リチャード・スクループと組んで反乱を起こして処刑される等、モウブレー家の不振は続いた。ノーフォーク公が復活するのは、次男のジョンがノーフォーク公に叙爵された1425年である。

## 子女
1383年に第5代ブラックミアのストレンジ男爵ジョン・ル・ストレンジの娘エリザベスと結婚したが同年に死別、子供はいない。
1384年に第11代アランデル伯リチャード・フィッツアランの娘エリザベスと再婚、2男3女を儲けた。
- トマス（1385年 - 1405年） - ノーフォーク伯
- マーガレット（1388年 - ?） - サー・ロバート・ハワードと結婚。ノーフォーク公ジョン・ハワードの母。
- ジョン（1392年 - 1432年） - ノーフォーク公
- エリザベス（? - ?） - 第3代サフォーク伯マイケル・ド・ラ・ポールと結婚
- イザベル（1400年 - ?） - 初代バークレー男爵ジェームズ・バークレーと結婚